# Оскар (кинопремия, 1981)
53-я церемония вручения наград премии «Оскар» за заслуги в области кинематографа за 1980 год состоялась 31 марта 1981 года в Dorothy Chandler Pavilion (Лос-Анджелес, Калифорния). Назначенная на 30 марта церемония была отложена на один день в связи с покушением на президента США Рональда Рейгана.

## Фильмы, получившие несколько номинаций
| Фильм                                                     | номинации | награды |
| --------------------------------------------------------- | --------- | ------- |
| • Бешеный бык / Raging Bull                               | 8         | 2       |
| • Человек-слон / The Elephant Man                         | 8         | -       |
| • Дочь шахтёра / Coal Miner’s Daughter                    | 7         | 1       |
| • Обыкновенные люди / Ordinary People                     | 6         | 4       |
| • Тэсс / Tess                                             | 6         | 3       |
| • Слава / Fame                                            | 6         | 2       |
| • Мелвин и Говард / Melvin and Howard                     | 3         | 2       |
| • Звёздные войны. Эпизод V: Империя наносит ответный удар | 3         | 1 + 1   |
| • Трюкач / The Stunt Man                                  | 3         | -       |
| • Рядовой Бенджамин / Private Benjamin                    | 3         | -       |
| • Великий Сантини / The Great Santini                     | 2         | -       |
| • Воскрешение / Resurrection                              | 2         | -       |
| • Кагемуся: Тень воина / 影武者 (Kagemusha)               | 2         | -       |
| • Другие ипостаси / Altered States                        | 2         | -       |
| • Состязание / The Competition                            | 2         | -       |

## Список лауреатов и номинантов
★ Победители выделены отдельным цветом. 

### Основные категории
| Категории                                                  | Лауреаты и номинанты                                                      | Лауреаты и номинанты                                               |
| ---------------------------------------------------------- | ------------------------------------------------------------------------- | ------------------------------------------------------------------ |
| Лучший фильм                                               | ★ Обыкновенные люди / Ordinary People (продюсер: Рональд Л. Швари)        | ★ Обыкновенные люди / Ordinary People (продюсер: Рональд Л. Швари) |
| Лучший фильм                                               | • Дочь шахтёра / Coal Miner’s Daughter (продюсер: Бернард Шварц)          |                                                                    |
| Лучший фильм                                               | • Человек-слон / The Elephant Man (продюсер: Джонатан Сэнгер)             |                                                                    |
| Лучший фильм                                               | • Бешеный бык / Raging Bull (продюсеры: Ирвин Уинклер и Роберт Чартофф)   |                                                                    |
| Лучший фильм                                               | • Тэсс / Tess (продюсеры: Клод Берри и Тимоти Баррилл)                    |                                                                    |
| Лучший режиссёр                                            |                                                                           | ★ Роберт Редфорд за фильм «Обыкновенные люди»                      |
| Лучший режиссёр                                            | • Дэвид Линч — «Человек-слон»                                             |                                                                    |
| Лучший режиссёр                                            | • Мартин Скорсезе — «Бешеный бык»                                         |                                                                    |
| Лучший режиссёр                                            | • Ричард Раш — «Трюкач»                                                   |                                                                    |
| Лучший режиссёр                                            | • Роман Полански — «Тэсс»                                                 |                                                                    |
| Лучшая мужская роль                                        |                                                                           | ★ Роберт Де Ниро — «Бешеный бык» (за роль Джейка Ламотты)          |
| Лучшая мужская роль                                        | • Роберт Дюваль — «Великий Сантини» (за роль подполковника «Быка» Мичама) |                                                                    |
| Лучшая мужская роль                                        | • Джон Хёрт — «Человек-слон» (за роль Джона Меррика)                      |                                                                    |
| Лучшая мужская роль                                        | • Джек Леммон — «Награда» (за роль Скотти Темплтона)                      |                                                                    |
| Лучшая мужская роль                                        | • Питер О’Тул — «Трюкач» (за роль Элая Кросса)                            |                                                                    |
| Лучшая женская роль                                        |                                                                           | ★ Сисси Спейсек — «Дочь шахтёра» (за роль Лоретты Линн)            |
| Лучшая женская роль                                        | • Эллен Бёрстин — «Воскрешение» (за роль Эдны Мэй МакКоули)               |                                                                    |
| Лучшая женская роль                                        | • Голди Хоун — «Рядовой Бенджамин» (за роль рядовой Джуди Бенджамин)      |                                                                    |
| Лучшая женская роль                                        | • Мэри Тайлер Мур — «Обыкновенные люди» (за роль Бэт Джарэтт)             |                                                                    |
| Лучшая женская роль                                        | • Джина Роулендс — «Глория» (за роль Глории Свенсон)                      |                                                                    |
| Лучшая мужская роль второго плана                          |                                                                           | ★ Тимоти Хаттон — «Обыкновенные люди» (за роль Конрада Джарэтта)   |
| Лучшая мужская роль второго плана                          | • Джадд Хирш — «Обыкновенные люди» (за роль доктора Тайрона Бергера)      |                                                                    |
| Лучшая мужская роль второго плана                          | • Майкл О’Киф — «Великий Сантини» (за роль Бена Мичама)                   |                                                                    |
| Лучшая мужская роль второго плана                          | • Джо Пеши — «Бешеный бык» (за роль Джоуи Ламотты)                        |                                                                    |
| Лучшая мужская роль второго плана                          | • Джейсон Робардс — «Мелвин и Говард» (за роль Говарда Хьюза)             |                                                                    |
| Лучшая женская роль второго плана                          |                                                                           | ★ Мэри Стинберджен — «Мелвин и Говард» (за роль Линды Думмар)      |
| Лучшая женская роль второго плана                          | • Айлин Бреннан — «Рядовой Бенджамин» (за роль капитана Дорин Льюис)      |                                                                    |
| Лучшая женская роль второго плана                          | • Эва Ле Галлиенн — «Воскрешение» (за роль бабушки Перл)                  |                                                                    |
| Лучшая женская роль второго плана                          | • Кэти Мориарти — «Бешеный бык» (за роль Викки Тейлер Ламотта)            |                                                                    |
| Лучшая женская роль второго плана                          | • Дайана Скаруид — «Скрытые пасы» (за роль Луизы)                         |                                                                    |
| Лучший сценарий, созданный непосредственно для экранизации |                                                                           | ★ Бо Голдман — «Мелвин и Говард»                                   |
| Лучший сценарий, созданный непосредственно для экранизации | • У. Д. Рихтер и Артур Росс — «Брубэйкер»                                 |                                                                    |
| Лучший сценарий, созданный непосредственно для экранизации | • Кристофер Гор — «Слава»                                                 |                                                                    |
| Лучший сценарий, созданный непосредственно для экранизации | • Жан Грюо — «Мой американский дядюшка»                                   |                                                                    |
| Лучший сценарий, созданный непосредственно для экранизации | • Нэнси Мейерс, Чарльз Шайер и Харви Миллер — «Рядовой Бенджамин»         |                                                                    |
| Лучший адаптированный сценарий                             | ★ Элвин Сарджент — «Обыкновенные люди»                                    | ★ Элвин Сарджент — «Обыкновенные люди»                             |
| Лучший адаптированный сценарий                             | • Джонатан Харди, Дэвид Стивенс и Брюс Бересфорд — «Объездчик Морант»     |                                                                    |
| Лучший адаптированный сценарий                             | • Томас Рикман — «Дочь шахтёра»                                           |                                                                    |
| Лучший адаптированный сценарий                             | • Кристофер Де Вор, Эрик Бергрен и Дэвид Линч — «Человек-слон»            |                                                                    |
| Лучший адаптированный сценарий                             | • Лоуренс Б. Маркус и Ричард Раш — «Трюкач»                               |                                                                    |
| Лучший фильм на иностранном языке                          | ★ Москва слезам не верит (СССР) режиссёр Владимир Меньшов                 | ★ Москва слезам не верит (СССР) режиссёр Владимир Меньшов          |
| Лучший фильм на иностранном языке                          | • Доверие / Bizalom (Венгрия) реж. Иштван Сабо                            |                                                                    |
| Лучший фильм на иностранном языке                          | • Тень воина / 影武者 (Kagemusha) (Япония) реж. Акира Куросава            |                                                                    |
| Лучший фильм на иностранном языке                          | • Последнее метро / Le Dernier Métro (Франция) реж. Франсуа Трюффо        |                                                                    |
| Лучший фильм на иностранном языке                          | • Гнездо / El nido (Испания) реж. Хайме де Арминьян                       |                                                                    |

### Другие категории
| Категории                                    | Лауреаты и номинанты |
| -------------------------------------------- | --- |
| Лучшая музыка                                | ★ Майкл Гор — «Слава» |
| Лучшая музыка                                | • Джон Корильяно — «Другие ипостаси» |
| Лучшая музыка                                | • Джон Моррис — «Человек-слон» |
| Лучшая музыка                                | • Джон Уильямс — «Звёздные войны. Эпизод V: Империя наносит ответный удар»                                                                                   |
| Лучшая музыка                                | • Филипп Сард — «Тэсс» |
| Лучшая песня к фильму                        | ★ Fame — «Слава» — музыка: Майкл Гор, слова: Дин Питчфорд |
| Лучшая песня к фильму                        | • 9 to 5 — «С девяти до пяти» — музыка и слова: Долли Партон                                                                                                 |
| Лучшая песня к фильму                        | • On the Road Again — «Жимолость» — музыка и слова: Вилли Нельсон                                                                                            |
| Лучшая песня к фильму                        | • Out Here On My Own — «Слава» — музыка: Майкл Гор, слова: Лесли Гор                                                                                         |
| Лучшая песня к фильму                        | • People Alone — «Состязание» — музыка: Лало Шифрин, слова: Уилбур Дженнингс                                                                                 |
| Лучший монтаж                                | ★ Тельма Скунмейкер — «Бешеный бык» |
| Лучший монтаж                                | • Артур Шмидт — «Дочь шахтёра» |
| Лучший монтаж                                | • Дэвид Э. Блюитт — «Состязание» |
| Лучший монтаж                                | • Энн В. Коутс — «Человек-слон» |
| Лучший монтаж                                | • Джерри Хэмблинг — «Слава» |
| Лучшая операторская работа                   | ★ Джеффри Ансуорт (посмертно) и Гислен Клоке — «Тэсс» |
| Лучшая операторская работа                   | • Нестор Альмендрос — «Голубая лагуна» |
| Лучшая операторская работа                   | • Ральф Д. Боде — «Дочь шахтёра» |
| Лучшая операторская работа                   | • Джеймс Крейб — «Формула» |
| Лучшая операторская работа                   | • Майкл Чэпмен — «Бешеный бык» |
| Лучшая работа художника                      | ★ Пьер Гюффруа и Джек Стефенс (постановщики) — «Тэсс» |
| Лучшая работа художника                      | • Джон У. Корсо (постановщик), Джон М. Двайер (декоратор) — «Дочь шахтёра»                                                                                   |
| Лучшая работа художника                      | • Стюарт Крэйг, Роберт Картрайт (постановщики), Хью Скэйф (декоратор) — «Человек-слон»                                                                       |
| Лучшая работа художника                      | • Норман Рейнольдс, Лесли Дилли, Гарри Ланж, Алан Томкинс (постановщики), Майкл Форд (декоратор) — «Звёздные войны. Эпизод V: Империя наносит ответный удар» |
| Лучшая работа художника                      | • Ёсиро Мураки — «Тень воина» |
| Лучший дизайн костюмов                       | ★ Энтони Пауэлл — «Тэсс» |
| Лучший дизайн костюмов                       | • Патриция Норрис — «Человек-слон» |
| Лучший дизайн костюмов                       | • Анна Сеньор — «Моя блестящая карьера» |
| Лучший дизайн костюмов                       | • Жан-Пьерр Дорлеак — «Где-то во времени» |
| Лучший дизайн костюмов                       | • Пол Заступневич — «Когда время уходит» |
| Лучший звук                                  | ★ Билл Варни, Стив Маслоу, Грегг Ландакер и Питер Саттон — «Звёздные войны. Эпизод V: Империя наносит ответный удар»                                         |
| Лучший звук                                  | • Артур Пиантадоси, Лес Фрешольц, Майкл Минклер и Уилли Д. Бёртон — «Другие ипостаси»                                                                        |
| Лучший звук                                  | • Ричард Портман, Роджер Хеман мл. и Джеймс Р. Александр — «Дочь шахтёра»                                                                                    |
| Лучший звук                                  | • Майкл Дж. Кохут, Аарон Рочин, Джей М. Хардинг и Кристофер Ньюман — «Слава»                                                                                 |
| Лучший звук                                  | • Дональд О. Митчелл, Билл Николсон, Дэвид Дж. Кимбалл и Лес Лазаровиц — «Бешеный бык»                                                                       |
| Лучший документальный полнометражный фильм   | ★ От Мао до Моцарта: Исаак Стэрн в Китае / From Mao to Mozart: Isaac Stern in China (продюсер: Мюррэй Лернер)                                                |
| Лучший документальный полнометражный фильм   | • Эджи / Agee (продюсер: Росс Спирс) |
| Лучший документальный полнометражный фильм   | • День после троицы / The Day After Trinity (продюсер: Джон Элс)                                                                                             |
| Лучший документальный полнометражный фильм   | • Линия фронта / Front Line (продюсер: Дэвид Брэдбери) |
| Лучший документальный полнометражный фильм   | • Гонение евреев в Европе 1933-45 гг. / Der gelbe Stern — Die Judenverfolgung 1933—1945 (продюсеры: Бенгт фон цур Мюлен и Артур Кон)                         |
| Лучший документальный короткометражный фильм | ★ Карл Хесс: К свободе / Karl Hess: Toward Liberty (продюсеры: Roland Hallé и Питер Ладю)                                                                    |
| Лучший документальный короткометражный фильм | • С Биллом без беды / Don’t Mess with Bill (продюсеры: Джон Уотсон и Пен Деншэм)                                                                             |
| Лучший документальный короткометражный фильм | • Извержение вулкана Святой Елены! / The Eruption of Mount St. Helens! (продюсер: Джордж Кэйси)                                                              |
| Лучший документальный короткометражный фильм | • Такой же мир / It’s the Same World (продюсер: Дик Янг) |
| Лучший документальный короткометражный фильм | • Лютер Метке в 94 / Luther Metke at 94 (продюсеры: Ричард Хоукинс и Jorge Preloran)                                                                         |
| Лучший игровой короткометражный фильм        | ★ Основание доллара / The Dollar Bottom (продюсер: Ллойд Филлипс)                                                                                            |
| Лучший игровой короткометражный фильм        | • Место падения / Fall Line (продюсеры: Роберт Кармайкл и Грег Лоу)                                                                                          |
| Лучший игровой короткометражный фильм        | • Судья её пэров / A Jury of Her Peers (продюсер: Салли Хекель)                                                                                              |
| Лучший анимационный короткометражный фильм   | ★ Муха / A légy (продюсер: Ференц Рофус) |
| Лучший анимационный короткометражный фильм   | • Всё ничто / Tout rien (продюсер: Фредерик Бак) |
| Лучший анимационный короткометражный фильм   | • История мира ровно за три минуты / History of the World in Three Minutes Flat (продюсер: Майкл Миллс)                                                      |

### Специальные награды
| Награда                                                         | Лауреаты |
| --------------------------------------------------------------- | --- |
| Премия за особые достижения                                     | ★ Брайан Джонсон, Ричард Эдланд, Деннис Мюрен, Брюс Николсон — «Звёздные войны. Эпизод V: Империя наносит ответный удар» — за визуальные эффекты. |
| Премия за выдающиеся заслуги в кинематографе (Почётный «Оскар») | ★ Генри Фонда — непревзойдённому актёру, в знак признания его блестящих достижений и прочный вклад в киноискусство.                               |
| Medal of Commendation                                           | ★ Фред Хайнс — в знак благодарности за его выдающиеся заслуги в поддержании высоких стандартов Академии кинематографических искусств и наук.      |